# Стаурбридж
Стаурбридж (англ. Stourbridge) — місто в адміністративному районі Дадлі графства Західний Мідленд, з населенням 63,3 тисячі людей (згідно з переписом населення 2011 року). Історично — це частина графства Вустершир.
Стаурбридж — індустріальний центр, традиційно пов'язаний із виробництвом скла.

## Походження назви
Назва Стаурбридж пов'язана з мостом через річку Стор, яка перетинає місто; перші згадки про нього відносяться до XII століття.